# Nationalisme sarde
Pour un article plus général, voir Sardaigne.

Drapeau de l'île de la Sardaigne

Le nationalisme sarde, connu également sous le nom de sardisme, est un courant social, culturel et politique qui défend l'indépendance nationale de l'île de Sardaigne du reste de l'Italie et le respect de son patrimoine culturel et de l'environnement. Donc ce mouvement tente d'obtenir, par des méthodes actuellement non-violentes et démocratiques, le droit à l'autodétermination.
Une des pierres angulaires d'un tel mouvement, issu et traditionnellement lié à la gauche,, réside dans la conscience d'appartenir à une réalité humaine et territoriale caractérisée par des intérêts économiques difficilement compatibles avec ceux de la Péninsule, sans compter les spécificités historiques et culturelles propres. Ce courant politique se base également sur le principe selon lequel les Sardes ne pourront jamais obtenir la pleine souveraineté sur leur terre, en continuant à faire partie du système politique italien, et se montre critique envers la politique autonomiste poursuivie jusqu'à maintenant, qui ne garantirait pas aux citoyens la défense de leurs intérêts. Le mouvement nationaliste sarde dénonce également diverses situations, contre lesquelles il a entrepris diverses campagnes de dénonciation ; par exemple contre l'onéreux « système militaire italien », puisque 60 % du domaine militaire italien se trouve, de fait, sur le territoire sarde et les hectares occupés par les « servitudes » italiennes,,, et de l'OTAN,,,; contre le manque de souveraineté dans les secteurs énergétiques et fiscaux ; contre l'incorporation de la Sardaigne avec la Sicile dans la circonscription insulaire pour les élections au Parlement européen ; et contre le processus d'expropriation culturelle qui serait advenu en effaçant l'histoire de l'île et portant à la progressive extinction linguistique du sarde et des langues locales, décrétant ainsi la mort même du concept de culture et de nation sarde.
Les chiffres,, exposés par le politologue Carlo Pala, à partir d'un sondage effectué par l'Université de Cagliari en collaboration avec celle d'Édimbourg, révèlent qu'aujourd'hui, neuf sardes sur dix souhaiteraient la souveraineté fiscale et quatre sardes sur dix auraient un avis favorable sur un processus éventuel d'autodétermination et d'indépendance,,, tandis que la plus grande partie se contenterait d'une plus grande autonomie locale, en restant sous souveraineté italienne,,. En référence aux perceptions identitaires des sardes, depuis la même recherche il émerge que 26 % d'entre eux se sentent sardes et non italiens, 37 % se sentent plus sardes qu'italiens, 31 % se sentent soit l'un soit l'autre, 5 % se sentent plus italiens que sardes et 1 % se sentent italiens plutôt que sardes,. De tels chiffres sont en outre corroborés par d'autres analyses, dont les résultats correspondent en large mesure avec ceux déjà notés,. Il faut néanmoins noter que le mouvement sardiste souffre encore aujourd'hui de sa fragmentation en une galaxie de petits partis,,,.

## L'indépendantisme dans les diverses forces politiques
L'indépendantisme sarde, qui pendant de nombreuses années, était limité à une élite d'intellectuels, avait débuté par un court succès électoral après la seconde guerre mondiale avec l'historique Ligue sarde de Bastià Pirisi, mouvement né d'une scission idéologique du Parti sarde d'action. Le phénomène politico-culturel indépendantiste s'est surtout manifesté à la fin des années 1960, période très délicate durant laquelle s'opère non seulement le démantèlement des activités traditionnelles sardes au profit de l'industrie chimique, mais s'installe aussi 60 % de toutes les servitudes militaires italiennes. Au début des années 1970, le sardisme se matérialise au sein d'un mouvement social concret,.
En 1967 furent fondées la Unione Democratiga pro s'Indipendentzia de sa Sardigna d'inspiration catholique, et la Liga de Unidade Nazionale pro s'Indipendentzia de sa Sardigna e su Socialismu par des jeunes socialistes.
En 1968, à Barbagia, se sont constitués deux organismes paramilitaires controversés : le Fronte Nazionale de Liberazione de sa Sardigna (FNLS), qui s'inspirait de l'ETA, et le Movimentu Nazionalista Sardu (MNS), d'abord accusé de sympathies philofascistes ; les deux auraient été impliqués dans un présumé mouvement armé financé par Giangiacomo Feltrinelli, puis dissous par les services secrets italiens,.
En 1979, naît à Alghero, le mouvement Sardenya y Llibertat, fondé par Rafael Caria et jumelé en 1982 avec le groupe Sardina e Libertade.
L'important résultat électoral obtenu par le Parti sarde d'action permet à Mario Melis de devenir président de la Région en alliance avec le PCI.
Au début des années 1980, en raison d'une scission, va naître le Partidu Sardu Indipendentista. De ce dernier en 1994, avec la contribution d'Angelo Caria (it), naît à son tour Sardigna Natzione.

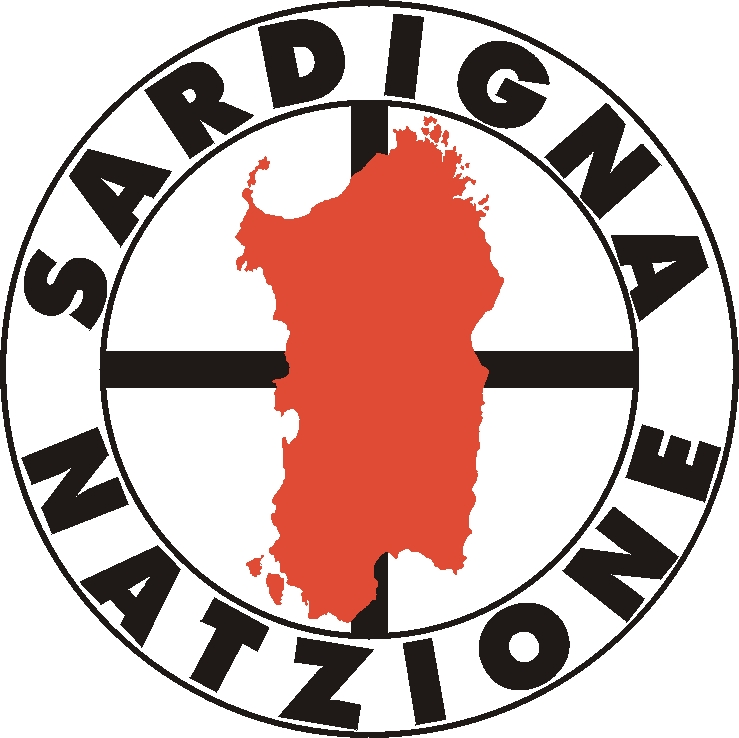
Logo de Sardigna Natzione Indipendentzia.

À l'heure actuelle, parmi les plus importants mouvements représentant de façon explicite l'idéal indépendantiste, on trouve le Parti sarde d'action, Sardigna Natzione Indipendentzia encore actif, Indipendèntzia Repùbrica de Sardigna, ProgReS – Progetu Repùblica (né d'une scission avec IRS), Rossomori (né d'une scission du Parti sarde d'action), Partidu Indipendentista Sardu - Malu Entu et A Manca pro s'Indipendentzia.
En juillet 2013 naît le dernier des partis souverainistes sardes, le Parti des Sardes, sur l'initiative de Paolo Giovanni Maninchedda, issu du Parti sarde d'action, et de Francescu Sedda. À l'occasion des élections régionales qui se sont déroulées le 16 février 2014, qui a vu la victoire de la coalition de centre gauche Cominciamo il Domani, menée par Francesco Pigliaru, le Parti des Sardes, Rossomori et IrS ont élu des représentants.